# Trallingen
Trallingen är en ö i Lindessjön. På historiska kartor ser man att ön kallades för Holländer holme 1703, Hållands holme 1726 och Hollenska Holmen 1795. De här namnen kommer från dåvarande ägaren, rådmannen Henrik Hollen, som levde på 1600-talet i Lindesberg. 
På en karta från 1788 finns ännu ett namn - Bökholmen.
Från 1830-talet har namnet varit Trallingen eller ibland Trallingsö. Namnet kommer från en romanfigur ur boken ”Ottar Trallings Lefnadsmålning” och författare var brukspatronen Fredrik Cederborgh i Dalkarlshyttan.
I början av 1600-talet var Trallingen större än idag. När Lindesbergs borgmästare Anders Stensson byggde en damm vid Dalkarlshyttan höjdes vattennivån i Lindessjön. Det fick till följd att många gärden översvämmades och att Trallingen blev något mindre.